# Misija
Misija är en ort i Mexiko.   Den ligger i kommunen Tila och delstaten Chiapas, i den sydöstra delen av landet, 800 km öster om huvudstaden Mexico City. Misija ligger 1 250 meter över havet och antalet invånare är 1 087.
Terrängen runt Misija är varierad, och sluttar söderut. Runt Misija är det ganska tätbefolkat, med 65 invånare per kvadratkilometer. Närmaste större samhälle är Chilón, 5,2 km sydväst om Misija. I omgivningarna runt Misija växer i huvudsak städsegrön lövskog.